# Кирил (Мухин)
Епи́скоп Кири́л (в пореформенном написании Кирилл, в схиме Константин, в миру Константи́н Му́хин; осень 1821, деревня Тушнино, Семёновский уезд, Нижегородская губерния — 22 декабря 1903 (4 января 1904), деревня Елесино, Семёновский уезд, Нижегородская губерния) — епископ Белокриницкой иерархии, епископ Нижегородский.

## Биография
Родился в деревне Тушнино Владимирской волости Семёновского уезда Нижегородской губернии в крестьянской семье.
Во второй половине 1850-х служил священником в моленном моленный доме в селе Елисино Нижегородской губернии (ныне Городского округа город Бор Нижегородской области).
24 ноября 1876 года в Москве рукоположён во епископа Нижегородского. Хиротонию совершили архиепископ Московский Антоний (Шутов) в сослужении епископа Виктора (Лютикова) и епископа Селивестра (Малышева).
Председательствовал на Освященном соборе в марте 1898 года, когда был уволен на покой архиепископ Саватий (Лёвшин) и избран местоблюстителем Московского престола епископ Уральский Арсений (Швецов).
10 октября 1898 года постановлением Освященного Собора Костромская губерния была выведена из состава Нижегородской и присоединена к вновь образованной Ярославско-Архангельской епархии, в связи с чем епископ Нижегородский и Костромской Кирилл стал именоваться Нижегородским.
21 или 22 августа 1899 года по собственной просьбе уволен на покой Освященным собором из-за слабости здоровья и преклонных лет.
Жил до смерти в селе Елесино. Принял схиму с именем Константин. Скончался 22 декабря 1903 года. Похоронен на старообрядческом кладбище «Малинник» близ Елесина. На его намогильном памятнике было написано: «Здесь покоится тело раба Божия, епископа Кирилла Нижегородского. Епископство его было 26 лет, всего жития 82 года 3 месяца, память его 18 генваря, день смерти 22-е декабря 1903 года»